# Robin Hood (film 1922)
Robin Hood è un film del 1922 diretto da Allan Dwan e interpretato da Douglas Fairbanks nella parte di Robin Hood. Lady Marian fu interpretata dall'attrice australiana Enid Bennett.
Fu il film col maggiore incasso nell'anno 1922. Costato 1.500.000 dollari, il film ne incassò 2.500.000.

## Trama
Il conte di Huntingdon si traveste, mettendosi una barbetta, e si trasforma così in Robin Hood, il difensore del popolo vessato.

### La partenza per la Crociata
Prima di partire per le Crociate, re Riccardo indice tra i suoi cavalieri un torneo: chi risulterà vincitore, sarà nominato capo della spedizione. L'ultima tenzone si tiene tra il campione del re, il conte di Huntingdon e l'ambizioso Guy de Gisbourne. Vince il conte che viene ufficialmente insignito del titolo di capo della Crociata. Durante il banchetto che segue il torneo, il re si accorge che Huntington è più interessato alla compagnia dei soldati che a quello delle belle donne. Così incita le dame di corte: colei che conquisterà il cuore del conte, avrà dal re una ricca dote. Tutte le donne si precipitano sul giovane, ma questi le abbandona per correre in soccorso della bella Lady Marian, che viene importunata dal principe Giovanni e da sir Guy. Salvata la dama, il conte presenta Marian al re come la sua fidanzata, facendo infuriare Giovanni che fa giurare a sir Guy di uccidere il re e Huntington alla prima occasione che gli si presenterà.

### Le vessazioni di Giovanni
Appena partiti i Crociati per la Terra Santa, cominciano le vessazioni di Giovanni ai danni delle popolazioni ormai in sua balìa. Lady Marian scrive allora a Huntington, chiedendo il suo aiuto. Giovanni lo scopre e la minaccia. La giovane donna fugge: troverà rifugio in un convento, mentre la sua dama di compagnia convince gli inseguitori del principe che la padrona è morta in seguito a un incidente. Huntington, intanto, dopo aver ricevuto il messaggio di Marian, decide di tornare in Inghilterra sotto mentite vesti. Ma, per non rivelare al re il comportamento del fratello, finge di ribellarsi e si fa prendere prigioniero. Evaso dalla prigione, torna a casa. Qui, con una barba che lo trasforma, si mette a capo di una banda di ribelli e, nella foresta, conduce una guerriglia senza quartiere contro gli sbirri del principe. Anche Gisbourne torna dalla Palestina con la notizia di aver ucciso il re. Adesso chiede a Giovanni la sua ricompensa. Quello che non sa, è che a morire è stato per sbaglio non il re, ma il suo buffone.

### Il ritrovamento di Marian
Huntington, diventato per tutti Robin Hood, si dispera per la morte di Lady Marian. Ma, un giorno, mossosi in difesa di un convento saccheggiato dai soldati di Giovanni, scopre all'interno delle sue mura la fidanzata viva e vegeta. I due si ricongiungono, felici. Ma anche uno dei soldati li vede e riconosce in Robin Hood, il conte. La notizia della morte di Riccardo fa sì che Giovanni si autoproclami come nuovo re. Lady Marian viene catturata e tenuta prigioniera al castello.

### Il ritorno del re
Robin Hood muove allora un attacco in grande stile per cercare di catturare il principe e il suo scherano. Guy, che immagina di poter avere finalmente per sé Lady Marian, si reca nella stanza dove si trova la giovane. Ma questa, per sfuggirgli, preferisce buttarsi giù dalla torre... finendo tra le braccia di Robin impegnato ad arrampicarsi sulle mura. Robin e Guy hanno un ultimo scontro, ma, alla fine, Robin-Huntington viene sopraffatto da un centinaio di armati e portato alla presenza di Giovanni. Condannato a morte, il giovane viene preso di mira dai 24 alabardieri che dovrebbero eseguire la sentenza. Ma, qualcuno gli fa scudo e lo salva da morte certa: è re Riccardo, tornato vivo dalla Crociata. Ora il re si rivela ai soldati e al popolo, riprendendo il potere che gli era stato sottratto. E il conte e Lady Marian possono finalmente convolare a giuste nozze.

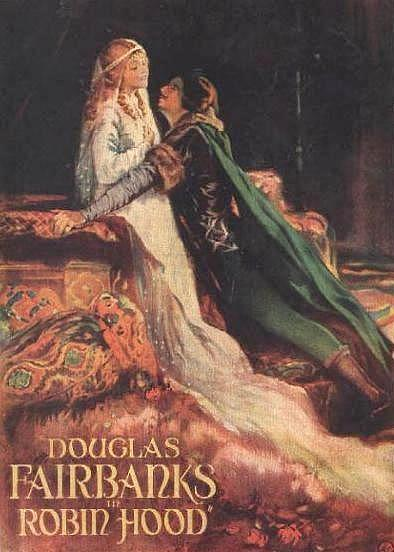
Poster del film

## Produzione
Prodotto interamente con il finanziamento personale di Douglas Fairbanks, il film - per cui fu usato il titolo di lavorazione The Spirit of Chivalry - fu girato per le scene all'aperto al Bronson Canyon del Griffith Park e, per gli interni, nei nuovi studios del Santa Barbara Boulevard. Lì, lo scenografo Wilfred Buckland, utilizzando 500 maestranze tra carpentieri, falegnami, muratori, costruì i più grandi set mai realizzati fino a quel momento, compreso un intero castello di 200 metri di lunghezza. Sullo schermo, il castello sembrava più grande di com'era in effetti perché la sua parte superiore era dipinta su vetro e ripresa con un tipo di effetto speciale reso possibile usando le lenti ottiche del direttore della fotografia Arthur Edeson. Le scene con Fairbanks risultarono ancora più spettacolari del solito, perché i trampolini che venivano usati sul set per agevolare le acrobazie di Fairbanks, furono adattati per renderle ancora più spettacolari. Cosa inusuale per l'epoca, il regista Allan Dwan accettò di vernir compensato con il 5% dei futuri profitti del film.
Fin da bambino, Fairbanks aveva sognato di interpretare il bandito della foresta di Sherwood. Per questo film volle fare le cose in grande. Gli esterni furono girati in quattro luoghi differenti, con quattro troupe più o meno numerose, dalle differenti esigenze.  Per le scene del convento dove si rifugia Lady Marian, condannata a morte dal principe Giovanni, le riprese furono fatte a Verdugo Woodlands, nelle vicinanze di Glendale, impiegando quasi mille figuranti e trecento cavalli. Una trasferta di quindici giorni si ebbe a Calabasas, dislocando nella cittadina californiana oltre cinquecento figuranti che poi si trasferirono a Santa Monica. L'ultimo viaggio portò i cineasti nel deserto di Lebec le cui sabbie servirono per le scene delle Crociate.  Negli studios furono girate tutte le altre scene, soprattutto quella finale, con l'entrata dell'eroe e della sposa nella camera nuziale.

## Distribuzione
Il film fu distribuito dall'United Artists, presentato in prima il 18 ottobre 1922 a Chicago. Nelle sale USA, venne distribuito l'anno seguente, il 28 gennaio 1923. Nel 2004, il film fu digitalizzato e presentato in DVD dalla Kino International.

### Data di uscita
Le date di uscita nei cinema delle principali nazioni sono le seguenti:
- Stati Uniti: Robin Hood (o con il titolo alternativo Douglas Fairbanks in Robin Hood), 18 ottobre 1922
- Svezia: 28 marzo 1923
- Finlandia: 14 aprile 1924
- Austria: Robin Hood, 1926
- Germania: Robin Hood, 1926
- Portogallo: Robin dos Bosques, 7 giugno 1926
- USA 3 febbraio 2004 DVD